# Traumatologi

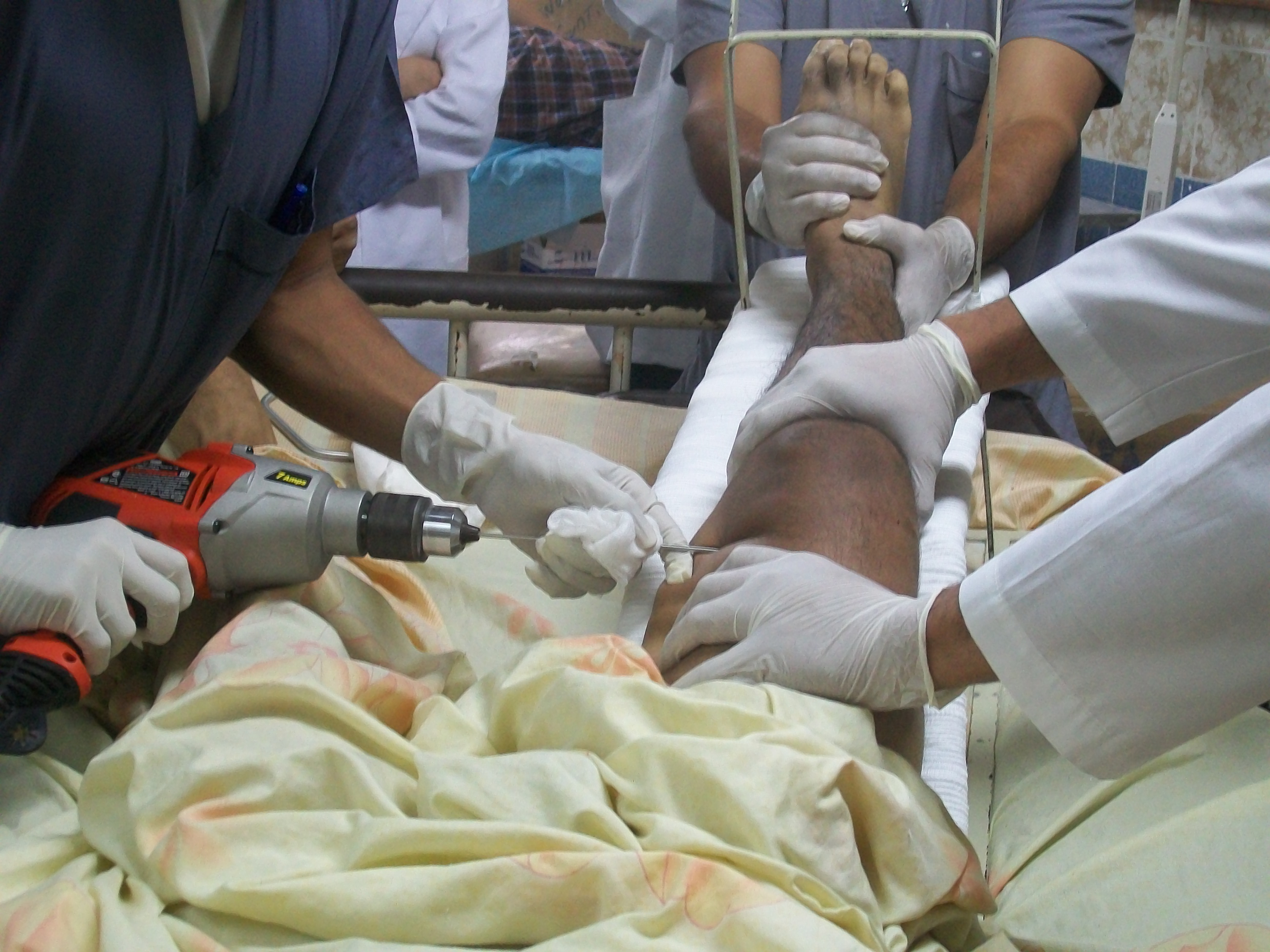
Förberedelser för åtgärd av en lårbensfraktur.

Traumatologi är en medicinsk forskningsgren som ägnar sig åt studiet av skador och sår som uppkommit till följd av olyckor, våld eller självskador (till exempel självmordsförsök), dess botande, förebyggande och rehabilitering. Traumatologin räknas till kirurgin, och är av betydelse för intensivvården. Till traumatologin hör också att stabilisera den skadades mentala reaktioner på olyckan, till exempel vård av akut stressreaktion.
Traumatologin bygger på prioriteringar av olika tillstånd av medicinska trauman som kräver intensiv behandling och omedelbar diagnos, och följer principen primum non nocere. Vid allvarliga skador kan flera strukturer och organ vara drabbade (frakturer, muskelskador, organskador, hjärnskador etc), som regel i kombination med svåra blodförluster. Vid självskador kan mycket komplexa åtgärder behövas, då även förgiftningar kan ingå i sjukdomsbilden. Rehabiliteringen innefattar utvärdering av patientens psykiska och fysiska möjlighet till återhämtning och insättning av resurser för fortsatt hjälp. 
Traumabehandlingen sker i traumateam, där läkare, sjuksköterska och undersköterskor ingår. Traumaenheterna arbetar ofta tätt med polisen och räddningstjänst.

### Övriga källor
- ”Kursplan för Traumatologi – Livsunderstödjande behandling vid svåra skador” (PDF). Arkiverad från originalet den 9 mars 2012. https://web.archive.org/web/20120309192546/http://www.ki.se/ua/kursplan/D07W22.pdf. Läst 18 juli 2011.
- ”Psykiska och sociala faktorer inom traumatologi”. http://ki.se/ki/jsp/polopoly.jsp?d=27316&a=39052&l=sv. Läst 18 juli 2011.[död länk]